# Jihādismo

La bandiera nera del jihād, usata dai militanti jihādisti dagli ultimi anni novanta.

Jihādismo o gihadismo è il nome usato per descrivere un fenomeno terroristico armato che invoca il principio-dovere islamico del jihād, alla luce - estremamente riveduta - del pensiero più radicale del cosiddetto "fondamentalismo islamico". Questo perché jihād nella dottrina islamica indica tanto lo sforzo di miglioramento del credente (il «jihād superiore»), quanto la guerra condotta «per la causa di Dio», ossia per l'espansione dell'islam al di fuori dei confini del mondo musulmano (il «jihād inferiore»).
Il termine "jihādismo" (in arabo سلفية جهادية‎?, Salafiyya jihādiyya) è stato coniato all'inizio del XXI secolo per indicare i movimenti insurrezionalisti ed eversivi manifestatisi già con l'assassinio, nel XX secolo, del Presidente della Repubblica egiziano Anwar al-Sadat nel corso di una parata militare, poi esplosi in maniera drammatica con le prime azioni di Al Qaida a Nairobi e Dar es Salaam, con gli attentati dell'11 settembre 2001 e l'intervento militare armato in Iraq degli Stati Uniti e dei suoi alleati contro il regime dittatoriale di Saddam Hussein nel 2003.
Con questo termine si indicano, tuttavia, anche i fenomeni relativamente meno appariscenti delle forme di lotta condotta in alcuni Paesi islamici dai cosiddetti Mujahidin (guerriglieri armati).
Il jihādismo pretende di rifarsi al movimento ideologico e culturale del Riformismo islamico degli ultimi anni del XIX secolo e dei primi del XX, che viene anche definito salafismo, degenerato nel secondo dopoguerra nel Qutbismo (le cui linee furono ispirate al pensiero del Fratello Musulmano egiziano Sayyid Qutb), che conobbe un improvviso sviluppo e una notevole capacità di reclutamento a seguito dell'invasione militare sovietica in Afghanistan nel 1979. 

Uno studio pionieristico in materia è stato quello di Gilles Kepel, che studiò nel suo Le Prophète et Pharaon la formazione del pensiero jihādista egiziano all'epoca di Sadat.
Il jihādismo ha un obiettivo internazionale panislamico, tanto da essere anche chiamato jihādismo globale. Ha una precisa matrice sunnita e dagli inizi del XX secolo ha assunto uno spiccato orientamento violentemente anti-sufi, anti-ahmadi e anti-sciita, in totale contrasto perciò con l'orientamento ideologico, giuridico e culturale del sunnismo ortodosso, che ha giudicato da oltre un millennio lo sciismo una variante erronea dell'Islam ma pur sempre all'interno del suo sistema dogmatico e giuridico di valori.

## Terminologia
Il termine "jihādismo" è stato usato verso il 2000, quando era chiamato anche "jihādismo salafita", per essere semplificato in "jihādismo", per la prima volta dai media indiani e pakistani.

## Storia

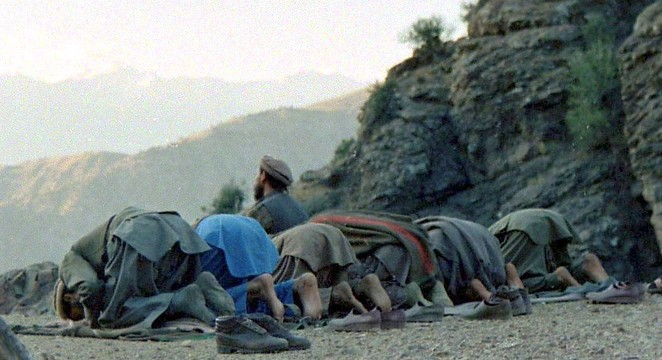
Mujahidin in preghiera nella Provincia di Kunar (Afghanistan) nel 1987.

### Movimenti precursori
Il jihādismo auspica che in tutto il mondo sia restaurato un califfato universale, anche se più concretamente si interessa dei problemi areali del Vicino e Medio Oriente musulmano, sia attraverso azioni "esemplari" di cruento terrorismo, sia di guerriglia e, da ultimo, cercando di costituirsi una base territoriale in una parte dell'Iraq e della Siria, tramite Daesh (il cosiddetto ISIS (poi semplicemente IS, e ISIL).
Approssimativi precedenti del fenomeno sviluppatosi nel XX secolo possono essere rintracciati già nel XIX secolo, quando ancora possente era il dominio delle potenze coloniali europee. Prodromi del fenomeno, che non ebbe tuttavia le caratteristiche strutturali del terrorismo più sanguinario del XX secolo, quanto piuttosto quelle dei movimenti patriottici anti-coloniali, possono essere considerati:
- Jihad Fula, che ebbero luogo tra la fine del XVIII secolo e la caduta del Califfato di Sokoto nel 1903; Guerra Fulani (1804-1810)
- Guerra dei Paderi (1821-1838)
- Guerra di Giava (1825-1830)
- Guerra del Caucaso (1828-1859)Gli Stati del jihād Fulani dell'Africa occidentale, circa 1830

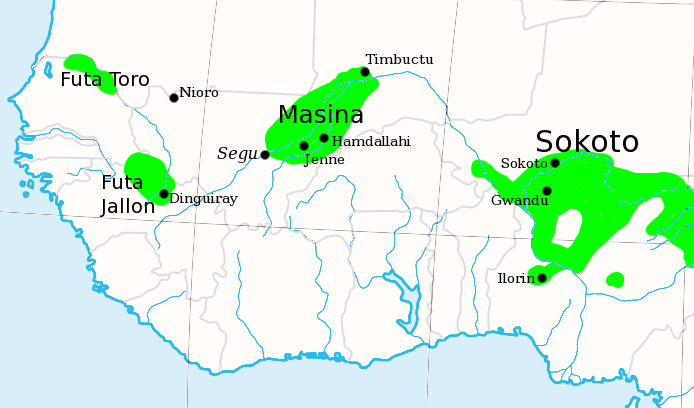
Gli Stati del jihād Fulani dell'Africa occidentale, circa 1830

- Dominazione francese dell'Algeria (1832-1847)
- Guerra mahdista (1881-1899)
- Dervisci somali (1896-1920)
- Ribellione Moro (1899-1913)
- Guerra dell'Aceh (1873-1913)
- Rivolta dei Basmachi (1916-1934)
- Resistenza libica (1911-1943)

l'Islamismo moderno conta un certo numero di "jihad" armati, sviluppatosi a partire dagli anni venti, sempre con un preciso orientamento ideologico anti-colonialistico, tra cui: 
- Ribellione degli Uiguri Kumul (1931-1934)
- Rivolta islamica in Xinjiang (1937)
- Insurrezione Moro nelle Filippine (1969-oggi)Ribelli del movimento militante islamista Ansar Dine in Mali
- Ribellione Arakan (1978)

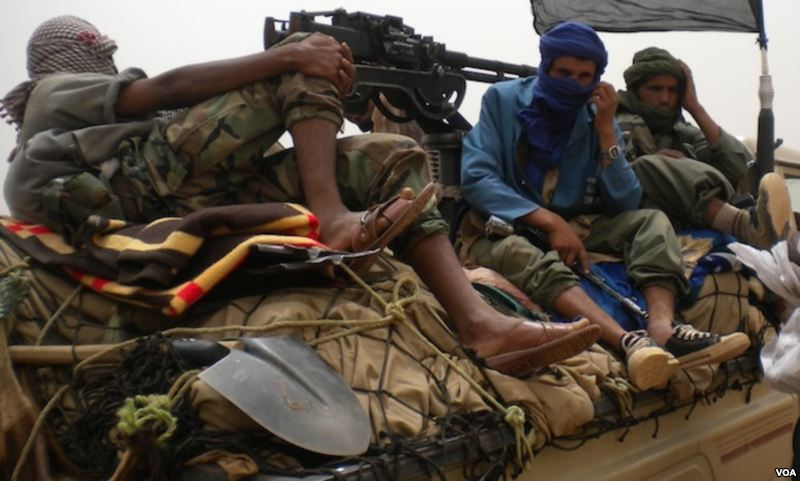
Ribelli del movimento militante islamista Ansar Dine in Mali

Diversamente devono essere considerati quei fenomeni di contrasto violento, anche terroristico, intervenuti dopo l'auto-proclamazione nel 1948 dello Stato d'Israele e l'insorgere di quella che viene ancora eufemisticamente definita "questione palestinese". 
Il ricorso ad azioni estreme di contrasto allo Stato israeliano, cominciarono a essere espletate verso gli anni ottanta, ma la matrice ideologica delle organizzazioni di resistenza palestinese non ebbe, per lungo tempo, alcuna coloritura confessionale islamica.

### Revival islamico e Salafismo (dal 1990)
Il termine jihādismo ha cominciato a essere usato nel XXI secolo, ma la prima azione coerente con tale ideologia fu quella portata a segno il 3 luglio del 1977 contro il ministro egiziano dei beni Waqf, Muhammad Husayn al-Dhahabi, dal movimento clandestino armato salafita e jihādista "al-Takfīr wa l-Hijra" (Scomunica e allontanamento [dal paganesimo]). 
All'assassinio seguì quello, ancor più clamoroso, del Presidente egiziano Anwar al-Sādāt, perpetrato al Cairo il 6 ottobre 1981, nel pieno di una sfilata militare, per mano di un militante della cellula - attiva all'interno delle Forze armate egiziane - della stessa "al-Takfīr wa l-Hijra", significativamente chiamata "al-Jihād", di cui il massimo teorico era Shukrī Muṣṭafā, fuoriuscito anni prima dalla Fratellanza Musulmana, giudicata troppo moderata.
 
Un opuscolo attribuibile allo stesso Shukrī Muṣṭafā, dall'eloquente titolo L'obbligo assente (al-farīḍa al-ghayba), ricordava pressantemente che il jihād costituisce un preciso e ineludibile obbligo per qualunque buon musulmano che abbracci l'Hanbalismo sunnita. L'obbligatorietà del jihād - proseguiva l'opuscolo - era da troppo tempo trascurata di fatto dai musulmani, soggetti a un crescente effetto "estraniante" dalla società globalizzata dall'Occidente "crociato ed ebraico", tornata al paganesimo per colpa delle società secolarizzate, solo nominalmente musulmane, costituitesi dopo la fine del dominio coloniale occidentale.
Un fondamentale sviluppo fu costituito in Afghanistan dall'invasione sovietica del Paese centrasiatico. Qui i servizi di sicurezza statunitensi costituirono un folto "database" (in arabo al-qāʿida) che raccoglieva i nominativi di quanti volontariamente intendevano battersi contro i sovietici, a prescindere dalla loro nazionalità. Questi Mujāhidīn (lett. "combattenti del jihād") furono addestrati e riforniti di armi dagli USA, nel riuscito tentativo di ostacolare lo sbocco al mare dell'Unione Sovietica e d'impedire in quelle regioni il potenziale (anche se improbabile) affermarsi nel mondo islamico dell'ideologia del marxismo-leninismo, per quanto profondamente "riveduta" dall'URSS.
Tenendo sempre ben presenti a livello dottrinario le considerazioni di Sayyid Qutb e di Muḥammad ʿAbd al-Salām Faraj, i combattenti della guerra in Afghanistan passarono dalla teoria alla pratica, cogliendo insperati successi e guadagnandosi l'attenzione di una parte importante dell'opinione pubblica islamica. Il protratto impegno contro i sovietici in Afghanistan (1979-1989) si pensa abbia "amplificato le tendenze jihādiste, trasformando un fenomeno sostanzialmente marginale in una realtà non più trascurabile nel mondo musulmano.
Combattere comportò un'approfondita pratica di armi, di tecniche di combattimento e di guerriglia e portò a sviluppare sempre più le capacità organizzative e quelle di una concreta leadership. ʿAbd Allāh Yūsuf al-ʿAzzām sviluppò tecniche avanzate di propaganda per la causa afghana.
 
Dopo la conclusione della guerra, i jihādisti veterani tornarono nei loro Paesi di provenienza, dall'Algeria alla Bosnia, dall'Egitto alla Cecenia, creando una "corrente jihādista transnazionale" basata sull'ideologia nota come salafismo-jihadismo.
In qualche misura, sia pure con differente intensità, se ne colsero i risultati nei sottostanti conflitti, ancora in corso:
- Conflitto del Kashmir (Lashkar-e Taiba, 1990-oggi)
- Guerra civile somala (1991-oggi)
- Guerra di Bosnia, 1992-1995)
- Guerra civile in Afghanistan (1978-oggi) (Talebani 1994-oggi)
- Irredentismo del Turkestan orientale (Movimento islamico del Turkestan orientale, 1997-oggi)
- Guerra cecena e Insurrezione nel Caucaso settentrionale, 1994-oggi)
- Insurrezione Boko Haram in Nigeria (Boko Haram 2001-oggi)
- Guerriglia irachena (Stato Islamico dell'Iraq, 2003-oggi)
- Insurrezione di al-Qa'ida in Yemen (Governatorato di Abyan, 2010-oggi)
- Guerra civile siriana (Fronte al-Nusra 2011-oggi)

## Lo stravolgimento jihādista della tradizione islamica

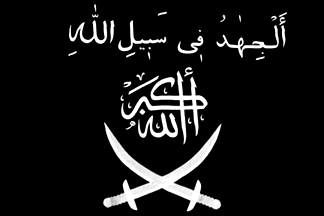
Una bandiera nera, usata dai Mujahidin arabi in Cecenia nel 2002, su cui campeggia l'espressione coranica al-jihād fī sabīl Allāh sopra il takbīr e due scimitarre incrociate.

Partito dalla ben nota posizione passatista - alimentata dal mito dell'"età dell'oro" islamica, che considera come la migliore storia concessa da Allah al mondo quella della prima Umma in cui agirono Maometto, i suoi Compagni e i suoi Seguaci - il jihādismo ha lentamente ma progressivamente innovato una parte non trascurabile del tragitto giuridico islamico sunnita maturato in oltre 14 secoli di storia.
Secondo lo studioso d'Islamistica e di Storia del mondo islamico Rudoph Peters, i musulmani tradizionalisti hanno ad esempio copiato "frasi dei lavori classici sul fiqh" relativi al jihād, dando loro però un nuovo significato, grazie alla liceità d'interpretazione dei testi sacri concessa al singolo dal sistema islamico, in cui è notoriamente assente qualsiasi forma di "Chiesa docente" e d'intermediazione tra Allah e ogni sua creatura.
 
I musulmani modernisti - secondo Peters - "enfatizzano gli aspetti difensivi del jihād, considerandolo alla stessa stregua del bellum justum nel moderno diritto internazionale; e i fondamentalisti (Abul Ala Maududi, Sayyid Qutb, ʿAbd Allāh Yūsuf al-ʿAzzām, etc.) lo considerano senza ipocrisia come una lotta per l'espansione dell'Islam e la realizzazione degli ideali islamici".
Se al-Qāʿida è rimasta, tutto sommato, all'interno di quella matrice islamica estremistica, che ha prodotto nel passato tante organizzazioni che, con grande disinvoltura, hanno impiegato il jihād per affrontare e risolvere problemi e tensioni di banale matrice politica ed economica, l'azione di organizzazioni quali Boko Haram o Daesh ha invece prodotto notevoli cambiamenti radicali e del tutto sconosciuti al contesto giuridico e morale dell'Islam.
Non appare quindi strana la presa di posizione della Conferenza islamica mondiale a Groznyj, che ha qualificato come estranei al sunnismo il salafismo e il wahhabismo, in buona parte responsabili dell'insorgere del sia pur numericamente limitato fenomeno jihadista.

### Il divieto del gioco del calcio
Boko Haram ha così imposto, nelle regioni della Nigeria da esso controllate, il divieto categorico del gioco del calcio, verso il quale non s'era di fatto mai espresso in passato negativamente il complesso dei dotti musulmani, con la vistosa eccezione del salafita egiziano Yāser al-Burhāmī e di una sua fatwā di biasimo per il gioco del pallone. Yāser al-Burhāmī si è anche messo in mostra per un'altra sua fatwa in cui, esasperando l'atteggiamento assai severo di Ibn Taymiyya nei confronti dei cristiani, egli condannava gli autisti di trasporti pubblici e di taxi egiziani che non avessero rifiutato di trasportare preti copti verso le loro chiese, non mancando di giudicare addirittura "infedeli" i copti, in totale spregio per la tradizione giuridica islamica, più volte ribadita in 1400 anni, circa la "liceità" del culto cristiano e la "protezione" accordata ai loro fedeli, pur assoggettati economicamente e politicamente ai musulmani.

### Il divieto della musica, del canto e del fumo
La "riscrittura" dell'ortoprassi islamica da parte dei jihādisti non si è limitata tuttavia al solo gioco del calcio ma ha coinvolto anche il canto, la musica (salvo il devoto canto religioso definito nashīd) e il consumo di tabacco. Problema quest'ultimo che già s'erano posti i neo-hanbaliti alla fine del XIX secolo, prima che la stragrande maggioranza dei dotti musulmani non ne dichiarasse invece lecito il consumo, in quanto non omologabile al consumo di droghe, vietate senza esitazioni dalla tradizione islamica tutta, in quanto alteranti lo stato vigile della coscienza.

Indifferente a tutto ciò, lo sceicco saudita wahhabita, Muḥammad al-ʿUthaymin, stilò a suo tempo una fatwa in cui si pronunciava in modo intransigente contro il consumo del tabacco

### La riscrittura del diritto bellico
Una profonda eversiva rivisitazione giuridica ha riguardato il diritto bellico islamico, così come esso si è stratificato in oltre 14 secoli di storia.
Malgrado inevitabili contraddizioni, il principio sempre sostanziosamente rispettato di non coinvolgere mai direttamente negli scontri donne, vecchi e bambini è stato progressivamente ignorato dai jihādisti sui vari teatri d'azione in cui la loro violenza ha avuto modo di esprimersi, fossero o meno presenti musulmani, qualificati in modo autoassolutorio come "apostati" (murtadd) per non essersi ribellati alle autorità giudicate solo nominalmente islamiche e bollate come "jāhiliyite".

È questa la motivazione addotta dai jihādisti quando uccidono la popolazione inerme musulmana, fino dai tempi in cui il GIA algerino massacrava gli abitanti dei villaggi, rei soltanto di non essersi ribellati al regime militare e di non aver infoltito i ranghi del Gruppo Islamico Armato e quindi, nei fatti, di non essere più veri musulmani, bensì apostati, ai quali la giurisprudenza islamica ha sempre riservato la pena capitale.
In Iraq, in Siria, in Libia, in Algeria, in Tunisia, in Libano, in Egitto, in Nigeria, nel Mali, nel Ciad, nel Niger, in Arabia Saudita, in Yemen, in Kuwait, in Turchia, in Indonesia, nelle Filippine, in Pakistan, in Afghanistan, in Francia, nel Regno Unito, in Spagna, negli Stati Uniti e in vari altri Paesi, le bombe e le armi jihādiste hanno ucciso senza tenere nel minimo conto l'età e il sesso delle vittime.
La giurisprudenza islamica obbliga i combattenti a non abbandonarsi ad atti gratuiti di violenza e i due Ṣaḥīḥ di Bukhārī e Muslim riportano un gran numero di ʾaḥādīth che esortano i guerrieri a mantenere un simile atteggiamento, oltre a intimar loro di non coinvolgere nelle violenze belliche i non-combattenti, in modo specifico le donne, i bambini, i monaci cristiani le persone anziane e vecchie, i ciechi e i malati, a meno che costoro non contribuiscano comunque alla guerra in atto.
Al contrario, il jihādismo espresso da Daesh o Boko Haram non fa alcuna differenza tra puberi e impuberi, tra uomini e donne, tra giovani e anziani.

Non solo vengono invece rapiti o uccisi bambini, donne e vecchi, ma si attua un forzoso arruolamento di bambini di ambo i sessi per fini bellici, trasformandoli persino in kamikaze, come ad esempio accaduto il 22 febbraio del 2015 con una bambina della probabile età di otto anni, indotta a ciò da Boko Haram. Imbottita di esplosivo, la piccola si è fatta esplodere nel mercato nigeriano di Potiskum, falciando oltre a se stessa cinque persone e ferendone una quindicina, reiterando il suicidio di una fanciulla di dieci anni circa e di una quindicenne, fattesi esplodere nello stesso mercato il 10 gennaio 2015, con la conseguente morte di 10 persone.

Il 16 maggio un terzo suicidio provocato di una bimba è stato portato a segno su indicazione di Boko Haram nel mercato di Damaturu, nel nord della Nigeria, con la conseguente morte di almeno sette vittime.

### Lo stravolgimento dello statuto delladhimma
Un ulteriore profondo cambiamento dell'assetto giuridico dell'Islam è quello relativo allo statuto della dhimma (il cosiddetto "Patto di Omar").
Nella coerente applicazione del disposto coranico che indica come preciso obbligo del musulmano garantire "protezione" ai sudditi fedeli di altre religioni che abbiano avuto in dono un Libro di origine celeste (Tōrāh, Ingil, Avestā, Veda), tenuti solo a una precisa "sottomissione" politica e fiscale alla Umma islamica, i dhimmī hanno potuto vivere nella Dār al-Islam, patendo alcune discriminazioni che non hanno però impedito loro di svolgere le proprie professioni "liberali", di praticare la propria fede, di gestire i propri beni mobili e immobili e di autoregolamentare il proprio statuto personale (matrimonio, divorzio, eredità). 

Il jihādismo ha stravolto tutto ciò, adottando norme violentemente afflittive, in particolar modo nei confronti di quelle minoranze religiose (come gli yazidi) che avevano convissuto per numerosi secoli, in modo più che accettabile, coi musulmani che circondavano i loro luoghi d'insediamento storici.

### L'intolleranza verso i non-musulmani
I difficili rapporti con le comunità non-islamiche escluse dalla "protezione" accordata all'Ahl al-Kitab non sono un fenomeno recente.

Un moderno antecedente dei rapporti non semplici con la comunità Sikh dell'India si ebbe ad esempio già ai primi del XIX secolo, quando un campo armato fu organizzato da Sayyid Ahmad Reza Khan Barelvi dopo aver lasciato l'India per l'Afghanistan. Qui egli organizzò una base da cui lanciare offensive contro il potere dei Sikh del Punjab, prima di spostare la sua attenzione sui dominatori britannici. Gli insegnamenti di Shah Waliullah ispirarono direttamente il jihād contro i Sikh tra il 1826 e il 1831.
Contro gli Hindu basterà ricordare l'espressione "Hindu Kush" - riferita a quella regione dell'India nord-occidentale - che può essere tradotta il massacro degli Hindu. L'espressione deriva da quando gli Hindu cominciarono a essere tradotti davanti alle Corti di giustizia islamiche. Aurangzeb supervisionò un libro intitolato Fatāwā al-Hindiyya ("Le fatwā indiane") che si occupavano del tema del Jihād. Il jihād riguarda anche la sollevazione del 2002 in Gujarat.
Per quanto riguarda i rapporti col Buddismo, nel 1532 Sultan Said Khan lanciò un jihād contro i monaci buddisti. Egli grossolanamente credeva che Lhasa fosse la direzione della preghiera per tutti i cinesi e quindi decise di distruggere il loro massimo tempio. La spedizione jihādista fu comandata da Mirza Muhammad Haidar Dughlat.
Contro gli ebrei esistono riferimenti al jihād da condurre contro di essi in alcuni ʾaḥādīth. Ayman al-Zawahiri emise una fatwā sul jihād contro gli ebrei nel 1998.

Non fu invece un jihād quello condotto nel 627 a Medina contro la tribù dei Banu Qurayza.

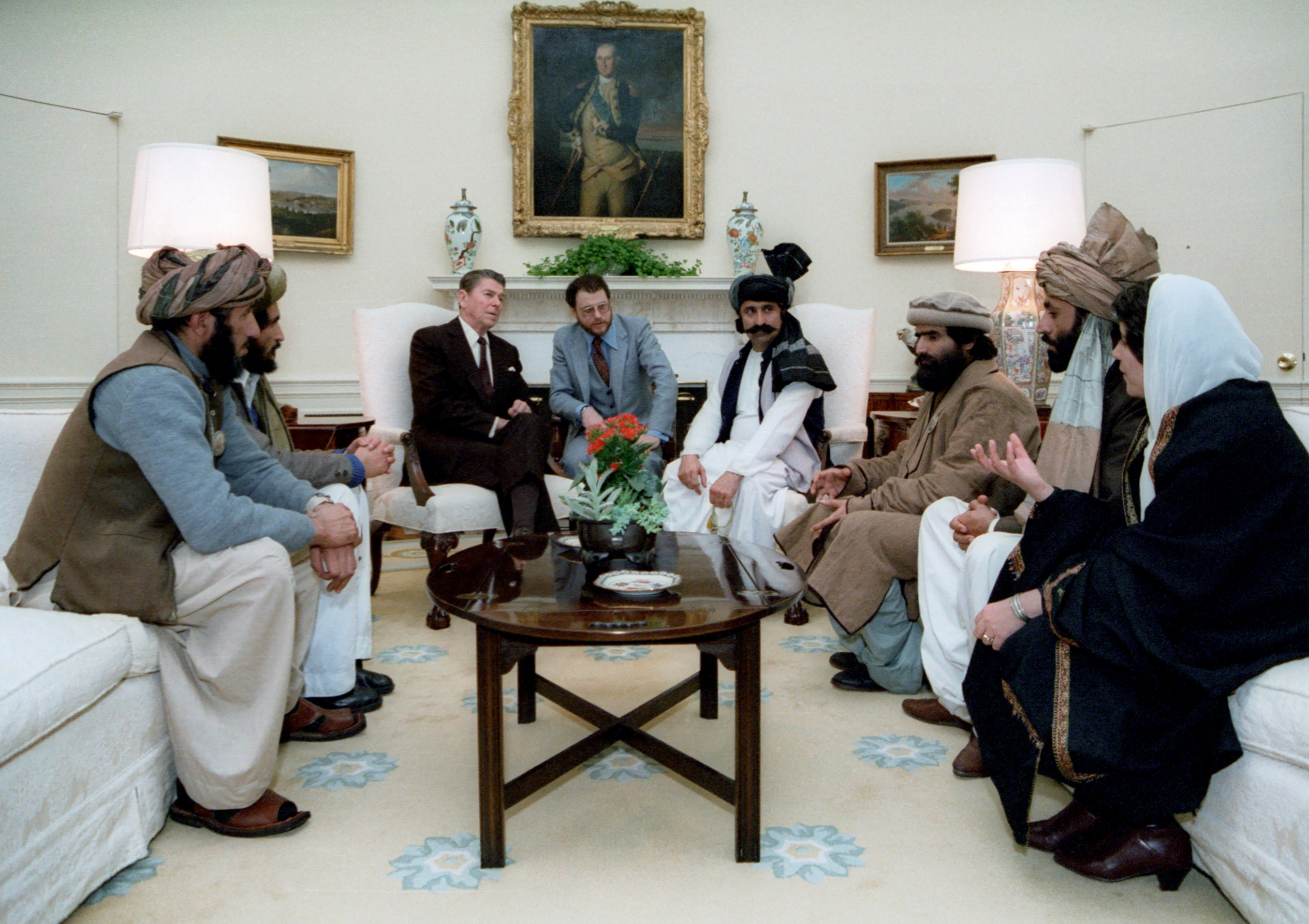
il Presidente Ronald Reagan s'incontrò con i capi dei Mujahidin afghani nell'Ufficio ovale della Casa Bianca nel 1983, quando gli apparve utile la loro cooperazione per contrastare militarmente l'Unione Sovietica.

Gli atei furono oggetto delle attenzioni dei jihādisti nel corso della guerra contro i Sovietici in Afghanistan, su esortazione di vari musulmani fondamentalisti. I Mujahidin erano allora reclutati in buon numero in tutto l'ecumene islamico, e in modo particolare in Egitto, Pakistan e Arabia Saudita. Il conflitto, in tal modo, non si limitò a essere una lotta contro l'occupazione straniera ma un vero e proprio jihād.
Dopo il VII secolo il jihād non fu più proclamato. Esso tornò in auge nel XII secolo, all'epoca delle terza crociata, quando Saladino volle che si sottolineasse la "sacralità" di Gerusalemme e tutta la portata etica, spirituale e fattuale del jihād, per consentirgli di ottenere una partecipazione motivata da parte dei suoi correligionari e dare così nuovo slancio alla lotta contro i Crociati, fino ad allora praticamente trascurata dal mondo islamico estraneo all'area siro-palestinese direttamente coinvolta.
Mentre ammassava le sue truppe, Saladino (allora agli ordini di Norandino) dette disposizioni ai dotti di insistere sul dovere di partecipare alla lotta contro i cristiani che avevano conquistato Gerusalemme nel 1099 e i frutti di quest'azione di propaganda furono colti nel 1187 con la vittoriosa battaglia di Hattin, che riconsegnò ai musulmani la terza città santa del sunnismo.

### L'ostilità nei confronti dello sciismo
Forse il più completo allontanamento dalla tradizione islamica sunnita è stato operato dai jihādisti con la loro violenta ostilità nei confronti degli sciiti.

Nato come movimento puramente politico, per motivi legati alla successione califfale - che i filo-alidi pretendevano fosse riservato alla famiglia del Profeta, discendente dal matrimonio tra 'Ali ibn Abi Talib e Fatima bint Muhammad, rispettivamente cugino e figlia del Profeta Maometto - lo sciismo non "estremistico" (ghuluww, ossia "esagerato") è sempre stato considerato dal sunnismo come una variante, sia pur erronea, dell'Islam: giudizio che, a parti invertite, viene espresso in modo identico dagli sciiti nei confronti dei sunniti.
Malgrado episodici momenti di forte contrapposizione cruenta, lo sciismo ha sempre potuto prendere parte senza problema alcuno ai riti del Hajj, che coinvolgono La Mecca: cosa categoricamente interdetta invece da chi ha il controllo dei due Santuari islamici più importanti al mondo a quanti non sono ritenuti musulmani.
Ciò appare chiaro alla luce delle esplicite dichiarazioni congiunte del 1959 del Grande Imam di al-Azhar, l'egiziano Mahmud Shaltut, e del Grande Ayatollah e Marjaʿ iraniano Sayyid Hossein Tabataba'i Borujerdi, guida della prestigiosa ḥawza (Seminario) di Qom, e di quanto è stato ribadito nel 2004, con ampio consenso di ʿulamāʾ sunniti e sciiti presenti, dal fondamentale Messaggio di Amman
Il jihādismo considera invece gli sciiti come eretici di cui, secondo la formula medievale, "è lecito versare il sangue".
A tal fine la guerra civile siriana è diventata esemplare, con il Fronte al-Nusra, che è il più numeroso gruppo jihādista qa'idista in Siria. La Fratellanza Musulmana in Egitto ha invitato al jihād contro il governo siriano di Baššār al-Asad e contro i suoi alleati sciiti. Alle sue spalle l'Arabia Saudita non manca di finanziare del tutto ufficiosamente qualsiasi operazione contro il governo siriano, peraltro dopo decenni d'indifferenza, affiancata in questo (non meno ufficiosamente) dal Bahrain, dallo Yemen, dal Kuwait, dalla Tunisia, dalla Libia, dall'Egitto, dal Marocco, dalla Giordania, dalla Bosnia e da altre realtà sunnite, come la Cecenia, il Pakistan, l'Afghanistan e alcuni Paesi occidentali.
Tutta questa profonda trasformazione dell'assetto spirituale e giuridico dell'Islam, tradotto in fatti quanto mai eloquenti, ha fatto ipotizzare ad alcuni studiosi che il jihādismo non sia altro che una variante dell'originario Islam, alla stessa stregua di alcune minuscole Chiese che, pur richiamandosi al cristianesimo, si sono in realtà da esso profondamente differenziate e allontanate, come ad esempio sembra essere il caso degli statunitensi Davidiani (1955) e della House of Yahweh (1974), anch'essa statunitense.